# Pentanisia confertifolia
Pentanisia confertifolia là một loài thực vật có hoa trong họ Thiến thảo. Loài này được (Baker) Verdc. mô tả khoa học đầu tiên năm 1952.